# Sion Mills
Sion Mills (Muileann an tSiáin in gaelico irlandese) è un comune dell'Irlanda del Nord, situato nella contea di Tyrone.